# 서구청역
서구청(가톨릭관동대학교 국제성모병원)역(Seo-gu Office station, 西區廳驛)은 인천광역시 서구 연희동에 위치한 인천 도시철도 2호선의 전철역이다.

## 역사
- 2015년 10월 5일 : 서구청역으로 역명 결정[1]
- 2016년 7월 30일 : 인천 도시철도 2호선 개통과 함께 영업 개시[2]

## 역명의 유래
역명은 역 인근에 있는 인천광역시 서구청에서 따 온 것이다. 인천광역시 서구청에 가려면 서구청역 4번 출구를 이용해야 하며, 4번 출구에서 서구청까지는 약 120m 정도 떨어져 있어 어렵지 않게 접근이 가능하다.

## 역 구조
2면 2선의 상대식 승강장을 갖추고 있으며, 스크린도어가 설치되어 있다.

### 승강장
| 아시아드경기장 ↑ |
| \| 상            |
| ↓ 가정           |

| 상행 | ● 인천 도시철도 2호선 | 검암·검단오류 방면                               |
| 하행 | ● 인천 도시철도 2호선 | 석남·인천가좌·주안·남동구청·인천대공원·운연 방면 |

- 대합실을 통해 반대편 승강장으로 이동이 가능하다.

## 승 하차량
2017년 4월 현재 이 역은 인천 도시철도 2호선에서 승하차량 1위를 달리고 있다. 2016년만해도 이 역은 검단사거리역의 승하차량을 웃돌았지만, 2017년 1월부터 승하차량 1위를 달성했고 이제는 인천 도시철도 2호선에서 승하차량이 1위인 역이 되었다.

## 역 주변
| 나가는 곳 | 방면                                                                                                  |
| --------- | --- |
| 1         | 인천서부경찰서 서인천우체국 서곶근린공원 연희동행정복지센터 인천공촌초등학교                          |
| 2         | 인천서부소방서 인재개발원(인천발전연구원) 인천심곡초등학교 국민연금공단 가톨릭 관동대학교국제성모병원 |
| 3         | 한국전력공사 심곡도서관 인천양지초등학교                                                              |
| 4         | 서구청 서구보건소 서구의회 국민건강보험공단 인천신용보증재단 인천디자인고등학교 인천서곶초등학교      |

## 인접한 역
| 인천 도시철도 2호선               | 인천 도시철도 2호선   | 인천 도시철도 2호선 |
| --------------------------------- | --------------------- | ------------------- |
| I209 아시아드경기장 검단오류 방면 | ● 인천 도시철도 2호선 | I211 가정 운연 방면 |

## 사진

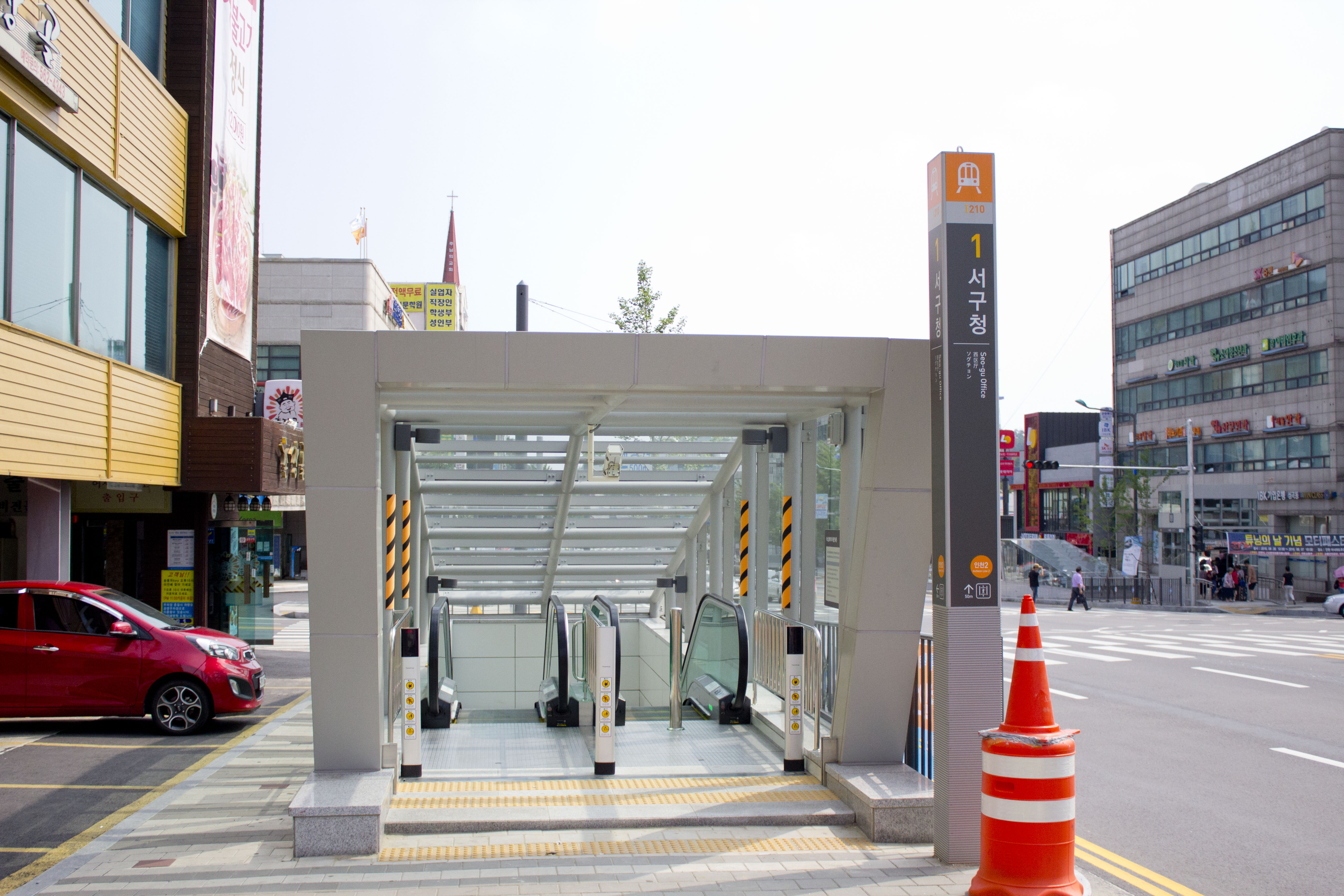
인천2호선 서구청역 1번출구
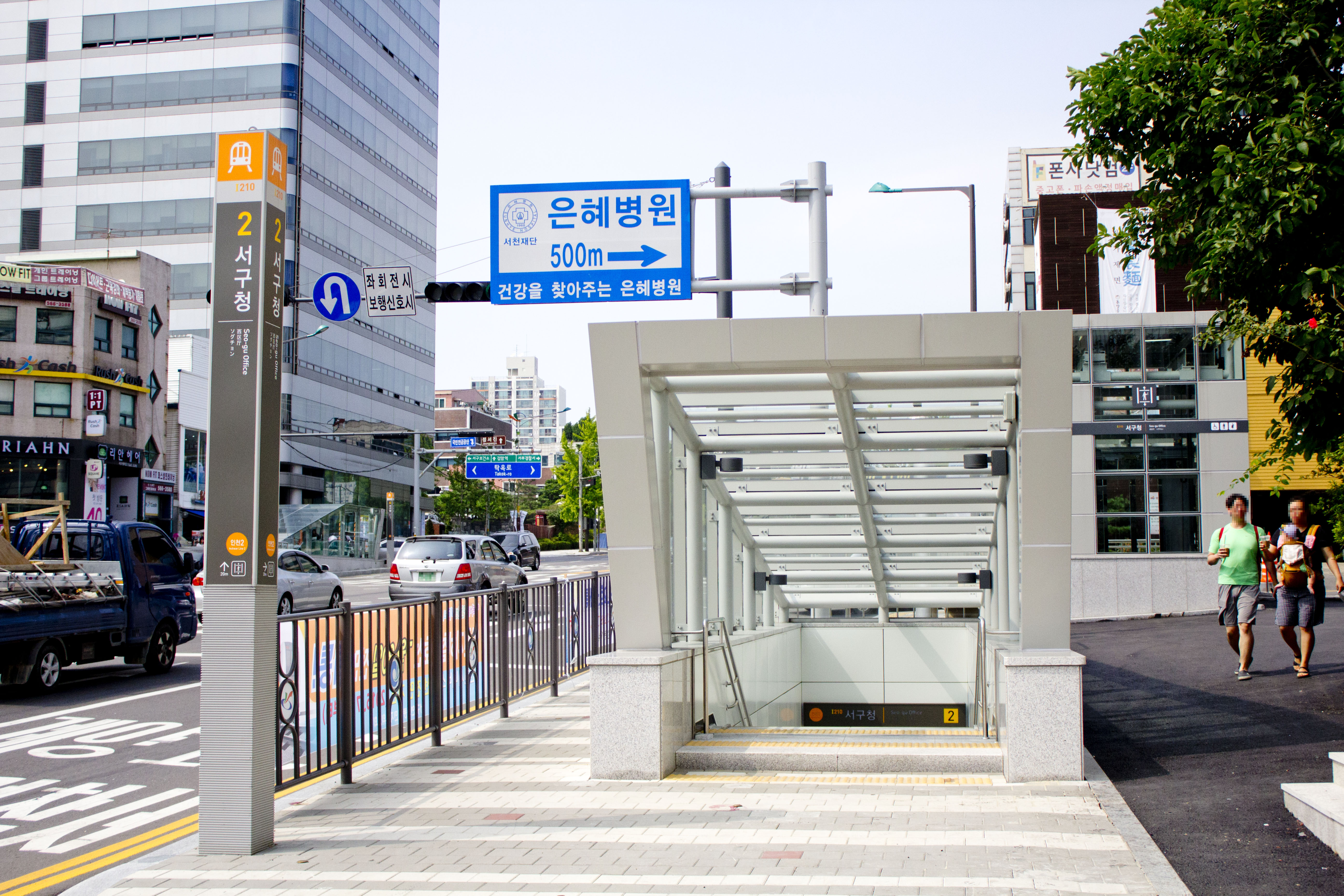
인천2호선 서구청역 2번출구
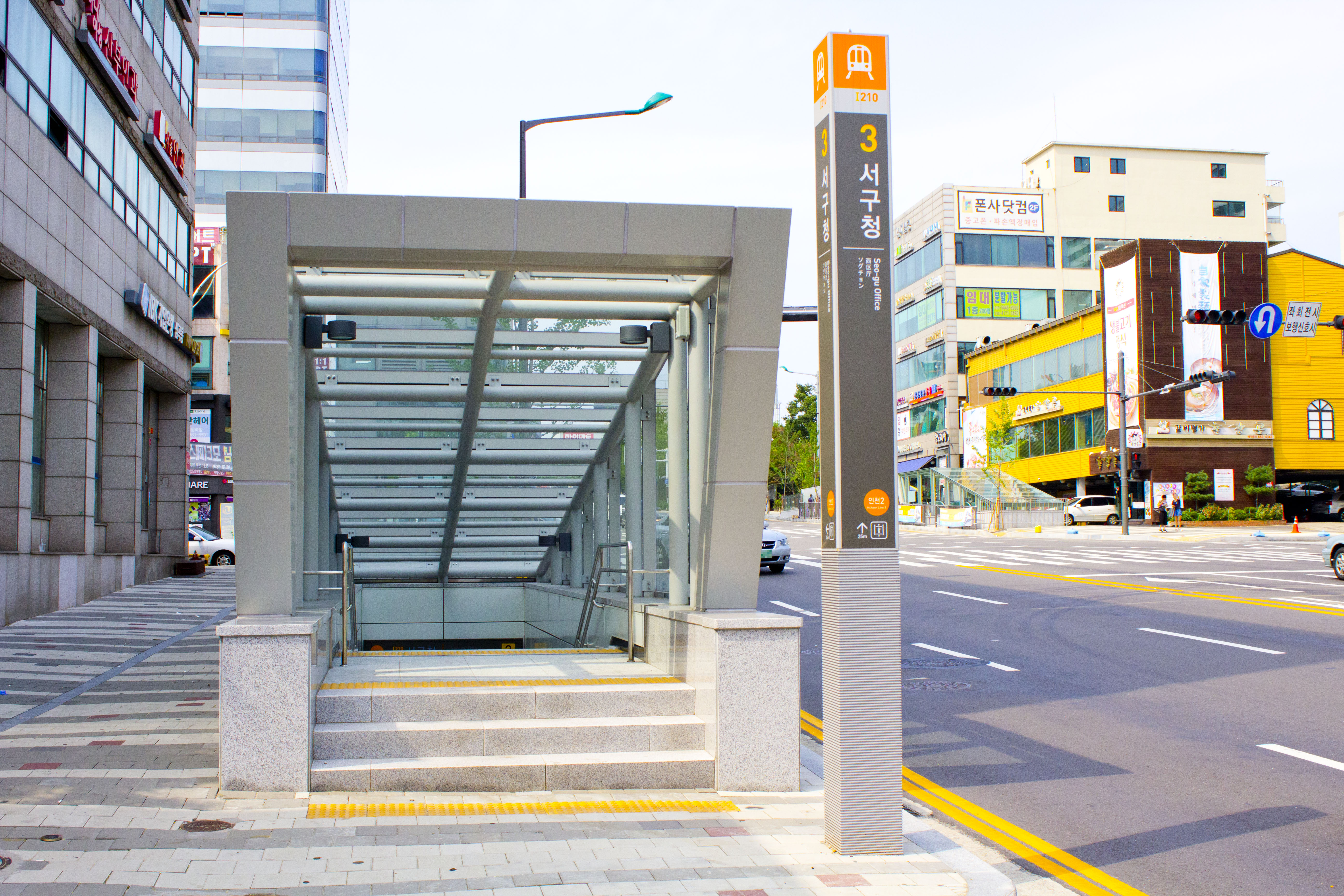
인천2호선 서구청역 3번출구
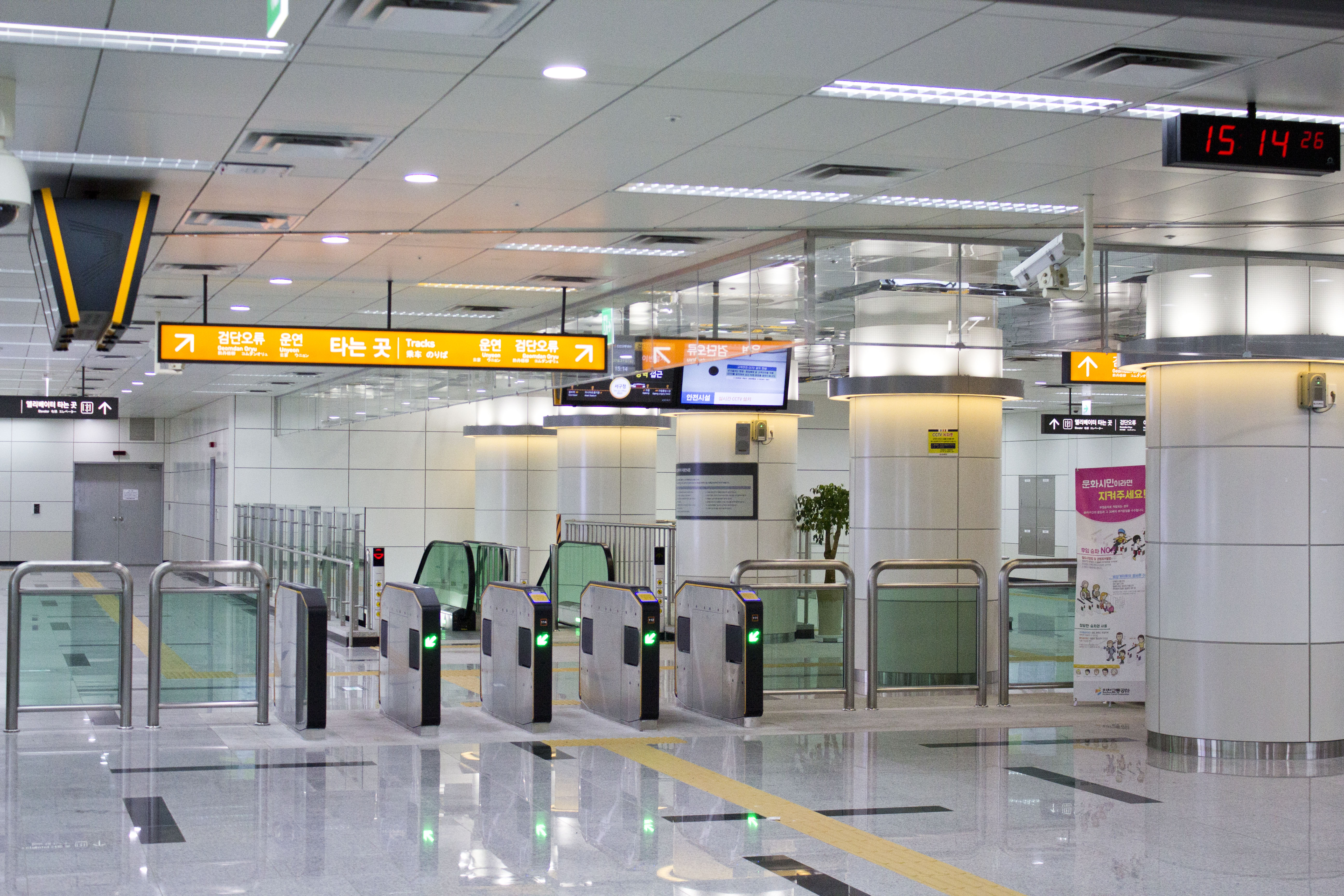
인천2호선 서구청역 맞이방(대합실)